# Manuel Seabra
Manuel Jose de Faria Seabra (* 28. Juli 1962 in Matosinhos; † 1. Januar 2014 in Porto) war ein portugiesischer Politiker (PS). Er war Abgeordneter des Parlaments, kurzzeitig Bürgermeister von Matosinhos und stellvertretender Bürgermeister von Lissabon.

## Leben und Wirken
Seabra wurde 1962 in Matosinhos geboren. Nach einem Studium der Rechtswissenschaften war er zunächst als Anwalt tätig und schloss sich der Juventude Socialista (JS), der Jugendorganisation der portugiesischen Sozialisten an. 1988 wurde er zunächst Berater des Bürgermeisters von Matosinhos, seit 1994 war er dort Stadtrat für Stadtplanung und Stadtentwicklung sowie stellvertretender Bürgermeister. Diese Ämter hatte er bis 2004 inne. Von 1999 bis 2000 war er allerdings für ein Jahr Erster Bürgermeister der Stadt Matosinhos.
Zwischen 2004 und 2008 war er wieder als Anwalt tätig, bis er unter der Ägide von António Costa, dem Bürgermeister von Lissabon, 2008 für einige Monate stellvertretender Bürgermeister von Lissabon wurde. 2009 kandidierte er für den Wahlkreis Porto um einen Posten im nationalen Parlament und wurde gewählt. Er hatte sein Mandat bis Juni 2013 inne, musste es aber ruhen lassen, da er aufgrund einer fortgeschrittenen Erkrankung das Amt nicht mehr ausüben konnte. Er war außerdem Mitglied in diversen Ausschüssen, so im Verfassungs- und Menschenrechtsausschuss des portugiesischen Parlaments. 
Am 1. Januar 2014 starb er in Porto an den Folgen seiner Krebserkrankung und wurde in seiner Heimatstadt Matosinhos beigesetzt.